# Річард Карапас
Річард Карапас (ісп. Richard Carapaz, нар. 29 травня 1993) — еквадорський велогонщик, олімпійський чемпіон 2020 року.

## Виступи на Олімпіадах
| Олімпіада  | Дисципліна            | Місце |
| ---------- | --------------------- | ----- |
| Токіо 2020 | групова шосейна гонка | 1     |

## Зовнішні посилання
- Річард Карапас [Архівовано 24 липня 2021 у Wayback Machine.] на сайті ProCyclingStats
- Річард Карапас [Архівовано 22 серпня 2021 у Wayback Machine.] на сайті Cycling Archives